# General-locotenent

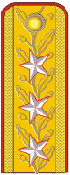

Generalul-locotenent este un grad de ofițer, superior generalului-maior și inferior generalului. El se individualizează prin aplicarea a trei stele pe epoleții uniformei militare.
În România, prin Legea nr.14 din 28 decembrie 1972 privind organizarea apărării naționale a Republicii Socialiste România (art. 34), publicată în Buletinul Oficial nr. 160/29 decembrie 1972, al treilea grad din clasa generali și amirali a primit numele de general-colonel, respectiv de amiral pentru marina militară . În articolul 62, s-a stabilit că pentru acest grad nu există o limită de vârstă în grad până la care cadrele permanente ale forțelor armate pot fi menținute în activitate.
Prin Legea nr. 80 din 11 iulie 1995 privind statutul cadrelor militare Arhivat în 8 iulie 2008, la Wayback Machine., în Forțele armate ale României, gradul de general-colonel a fost înlocuit cu gradele de:
- general de corp de armată în Trupele de uscat,
- general comandor în Aviația militară,
- viceamiral-comandor, în Marina militară

Limita maximă de vârstă până la care militarii cu acest grad pot fi menținuți în activitate, starea lor de sănătate permițându-le rezolvarea în foarte bune condiții a atribuțiilor ce le revin, a fost stabilită la 64 ani.
Prin OUG nr. 4/26 februarie 2004 pentru modificarea Legii nr. 80/1995 privind Statutul cadrelor militare, în scopul realizării compatibilității cu structurile militare similare aparținând statelor membre NATO , aceste grade au fost denumite general-locotenent - cu trei stele în forțele terestre și cele aeriene, respectiv viceamiral - cu trei stele în marină.